# Reguengo (Puebla del Brollón)
Reguengo (llamada oficialmente O Reguengo) es una entidad de población española situada en la parroquia de Santalla de Rey, del municipio de Puebla del Brollón, en la provincia de Lugo, Galicia.

## Geografía
Está situado a 371 metros de altitud, en el margen derecho del río Cabe, al sur de Ribeira. 

## Demografía
No constan los datos demográficos de esta entidad de población ni en el INE español ni en el IGE gallego.

## Patrimonio
- Molino de Folla.